# La Rumeur des anges
Pour plus de détails, voir Fiche technique et Distribution.
La Rumeur des anges (A Rumor of Angels) est un film américain réalisé par Peter O'Fallon, sorti en 2002.

## Fiche technique
- Titre original : A Rumor of Angels
- Titre français : La Rumeur des anges
- Réalisation : Peter O'Fallon
- Scénario : Peter O'Fallon, James Eric et Jamie Horton
- Photographie : Roy H. Wagner
- Montage : Louise Rubacky
- Musique : Tim Simonec
- Production : Lisa M. Hansen, Paul Hertzberg, Peter O'Fallon, John Hamilton et Brad Krevoy
- Pays d'origine : États-Unis
- Format : Couleurs - 1,85:1 - Mono
- Genre : Drame
- Durée : 105 minutes
- Date de sortie : 2002

## Distribution
- Vanessa Redgrave : Maddy Bennett
- Ray Liotta : Nathan Neubauer
- Catherine McCormack : Mary Neubauer
- Trevor Morgan : James Neubauer
- Michelle Grace : Lillian Neubauer
- Ron Livingston : l'oncle Charlie
- George Coe : Dr Sam Jenkins